# إليس بورتون
إليس بورتون (بالإنجليزية: Ellis Burton)‏ هو لاعب كرة قاعدة أمريكي، ولد في 12 أغسطس 1936 في لوس أنجلوس في الولايات المتحدة، وتوفي في 1 أكتوبر 2013 في فونتانا في الولايات المتحدة.

## وصلات خارجية
- إليس بورتون على موقعبيزبول رفرنس.كوم (الدوري الرئيسي) (الإنجليزية)